# Pierre Aycelin de Montaigut
Pour les articles homonymes, voir Montaigut.
Pierre Aycelin de Montaigut, ou de Montaigu, Montagu, connu sous le nom de cardinal de Laon, né entre 1320 et 1325 et mort le 8 novembre 1388, est un religieux français du XIVe siècle, évêque, cardinal, qui fut évêque-duc de Laon de 1371 à 1386, conseiller du roi de France Charles V et pair de France.

## Biographie
Pierre Aycelin de Montaigut descend d'une famille de petite noblesse d'origine auvergnate, qui possédait une terre située près de Billom, acquise en 1295 par la maison d'Aycelin, dont le dernier représentant, qui possédait également la seigneurie de Châteldon (Puy de Dôme), s'éteignit en 1427. Les armoiries de cette maison étaient de sable, à trois têtes de lyon arrachées d'or, lampassées de gueules.
Il est le frère du cardinal Gilles Aycelin de Montaigut, évêque de Thérouanne, qui fut chancelier de France en 1357-1358, puis en 1361.
Leur mère Mascaronne de La Tour d'Auvergne était la tante de Guy de La Tour d'Auvergne, seigneur d'Olliergues, qui avait épousé Marthe Roger de Beaufort. Elle était la nièce du pape Clément VI, et son frère fut le pape Grégoire XI.
Comme son oncle, Pierre Aycelin de Montaigut est docteur en droit canonique. Il fut moine bénédictin et prieur de l'abbaye Saint-Martin-des Champs.
En 1359, il devient chancelier du duc Jean de Berry, fils du roi de France Jean II le Bon.
En 1361, il est nommé évêque de Nevers, succédant à Renaud II de Moulins.
En 1368, il devient ambassadeur du roi Charles V auprès du pape Urbain V.
Le 8 janvier 1371, il est promu évêque-duc de Laon par le pape Grégoire XI.
Pierre Aycelin de Montaigut appartient aux Conseils du roi Charles V, puis après la mort de celui-ci à ceux des oncles du nouveau roi Charles VI qui assuraient la régence pendant la minorité du roi.
En 1379, il joue un rôle dans le soutien apporté par la France à l'antipape Clément VII.
En 1383, il essaye d'amener le comté de Flandre sous l'autorité de la papauté d'Avignon.
Pierre Aycelin de Montaigut est créé cardinal par l'antipape Clément VII au consistoire du 23 décembre 1383.
En 1385 et 1386, il est nommé administrateur de l'évêché d'Alet. De 1385 à 1388, il est prieur de Saint-Martin-des-Champs. En 1386, il renonce à sa charge d'évêque de Laon.
Le 15 janvier 1388, l'abbé de Saint-Denis, Guy de Monceau fait savoir par lettre qu'il accepte l'arbitrage du cardinal de Laon, dans le litige qui l'oppose à l'évêque de Paris, au sujet du jugement d'un hérétique enfermé dans la prison de l'abbaye.
Le 1er novembre 1388, Charles VI fête la Toussaint à Reims. Il s'est arrêté en Champagne au retour d'une expédition contre le duc de Gueldre, allié des Anglais. L'atmosphère est tendue. Le jeune roi est excédé après plus de deux mois de bivouac et de chevauchées sous des trombes d'eau.
Le 3 novembre, une grande assemblée du Conseil se tient au palais épiscopal de Reims. C'est le cardinal de Laon, Pierre Aycelin de Montaigut, ancien conseiller de Charles V, qui met l'affaire sur le tapis. À sa suite, l'archevêque de Reims et les chefs de guerre pensent que le jeune souverain doit gouverner lui-même. La décision est prise. Pour clore la séance, Charles VI prend la parole pour remercier ses chers oncles « des peines et travaux qu'ils avaient eus de sa personne et des affaires du royaume ». Une manière polie, mais ferme, de les congédier. Les ducs de Bourgogne et de Berry doivent s'incliner.
Le cardinal de Laon meurt probablement empoisonné le 8 novembre 1388. Il est inhumé dans l'église abbatiale du prieuré Saint-Martin-des-Champs à Paris.